# 生物に関する世界一の一覧
生物に関する世界一の一覧（せいぶつにかんするせかいいちのいちらん）は、生物に関する世界で一番や一位の一覧。
最大個体を種の代表とはしない。例えば、ヒトの最大個体記録が身長3m弱だからと言って、それはヒトという種の体格を示すために優先的に記されるべき数値ではなく、生物としての可能性を示すものでしかない。

## 動物
体格・大きさ
- 世界最大の動物、世界最大の脳を持つ動物 → シロナガスクジラ。既知で史上最大の動物。平均全長約30m。
  - 世界最大の無脊椎動物、世界最大の眼を持つ動物 → ダイオウイカ、ダイオウホウズキイカ
  - 世界最大の歯を持つ動物→マッコウクジラ。最大全長20m。
- 世界一体高が高い陸棲動物 → キリン。体高[注 1]5.6m。
- 世界一大きい陸棲動物 → アフリカゾウ。平均体長7.0m。
- 世界一大きい南極大陸の純粋な陸生動物 → ナンキョクユスリカ。体長2-6mm。

卵
- 世界一大きく重い卵 → ダチョウの卵。長径17cm、重いもので1.9kg。その黄身は最大の卵子であり細胞、直径8cm。
- 世界で最も一度に多く卵を産む動物 → マンボウ。約3億個。

身体能力
- 世界一走るのが速い動物 → チーター、（限定条件：平地で短距離）。時速115km。
- 世界一走るのが早い二足歩行の動物→ダチョウ
- 世界一ヒトを背負って走るのが早い動物 → アメリカンクォーターホース （302mのレースでの終端速度）。時速92.6km[1]。

生息地
- 世界最深部に生息する動物 → カイコウオオソコエビ、生息深度10,900m。

生態全般
- 世界一強い毒を持つ動物→マウイイワスナギンチャク（英語版）
- 世界一動物の中で強い電気を放てる動物→デンキウナギ

脊椎動物
- 世界一前足が長い四足動物 → ザトウクジラ、前肢(胸鰭)の長さ約5m。
- 世界一小さい脊椎動物 → パエドキプリス・プロゲネティカ（別名：ドワーフ・フェアリー・ミノー）。成魚で7.9- 10mm[注 2]。

身体能力
- 世界一の潜水能力を持つ肺呼吸動物 → アカボウクジラ（潜水時間3時間42分）[2]またはマッコウクジラ（最大深度3,000m）。

### 哺乳類
体格・大きさ（総合）
- 世界一大きい哺乳類 → シロナガスクジラ。(こちらを参照。)
- 世界一小さい哺乳類 → トウキョウトガリネズミ、頭胴長約50mm、尾長約30mm。
  - 世界一小さい霊長類 → ピグミーネズミキツネザル、全長約14cm、体長（頭胴長）約6.2cm、体重約30g。
- 世界一体高が高い陸棲哺乳類 → キリン。(こちらを参照。)
- 世界一体長が長い陸棲哺乳類 → アフリカゾウ。(こちらを参照。)
  - 世界一体長が長いネコ科動物 → アムールトラ（別名：シベリアトラ、チョウセントラ）、体長240cm。最大で280 - 300cmにもなるとされる[3]。
  - 世界一大きいイヌ科動物 → シンリンオオカミ、体長100 - 150cm、体高60 - 90cm、体重40 - 50kg程度。体重は50㎏を超えることもある[4][5]。
  - 世界一大きい霊長類 → ゴリラ、身長200cm。
- 現生最大の飛翔性哺乳類 → サモアオオコウモリ（英語版）、翼開長約2m。
- 世界一重い食肉目の動物 → ミナミゾウアザラシ、体重4トン。
- 世界一大きい齧歯目の動物 → カピバラ、体長135cm。
- 世界一大きい半水生哺乳類 → カバ、全長3-4m。

身体能力
- 世界一走るのが速い哺乳類 → チーター。(こちらを参照)
  - 世界一走るのが速い犬種 → グレイハウンド、時速70km[6]。

生態
- 世界一怖い物知らずの動物[注 3] → ラーテル

生息域
- 世界で最も広範囲に生息する霊長類、世界で最も高緯度に生息する霊長類 → ヒト
  - 世界で最も高緯度に生息するヒト以外の霊長類 → ニホンザル

### 鳥類
体格・大きさ
- 世界一大きい鳥 → ダチョウ。頭高2.1 - 2.8m、体重100 - 160kg[7]。
  - 世界最大の飛ぶ鳥 → アンデスコンドル。全長 100 - 130cm、体重 9 - 12 kg[8]。
- 世界一小さい鳥 → マメハチドリ、体長約6cm。
- 世界最大の翼の面積を持つ鳥 → アンデスコンドル、ミミヒダハゲワシ。両種、翼開長 約270 - 320cm程度。
- 世界最大の翼開長を持つ鳥 → ワタリアホウドリ。約3.5メートル[9]。
- 世界最大の猛禽類→オウギワシ
- 世界最大のフクロウ→シマフクロウ
- 世界最大のミミズク→ワシミミズク

身体能力
- 世界一高速で飛ぶ鳥 → ハヤブサ。降下時の時速は300kmに達する[10]。
  - 水平飛翔が世界一速い鳥 → ハリオアマツバメ、時速約170km[要出典]。
- 世界一長い距離を飛ぶ渡り鳥 → キョクアジサシ。南極圏と北極圏を往復する[11]。
- 世界一深く潜れる鳥 → コウテイペンギン、最大深度600m。

生態全般
- 世界一大きな巣を作る鳥 → シャカイハタオリ、集団営巣をするため大きな物では直径10m以上にもなる。
- 世界一大きな群れを作る鳥 → フラミンゴ、最大記録は約200万羽。
- 世界一危険な鳥→ヒクイドリ
- 世界一強い毒を持つ鳥→ズグロモリモズ

### 爬虫類
体格・大きさ
- 世界一大きい現生ワニ → イリエワニ、最大全長700cm、最大体重2000kg。
- 世界一大きいトカゲ → コモドオオトカゲ、最大全長313cm、最大体重166kg。
- 世界一長いトカゲ → ハナブトオオトカゲ。最大全長475cmとされるが標本や計測記録そのものは不明。
- 世界一大きいカメレオン→パーソンカメレオン。最大全長68cm。
- 世界一大きいヤモリ → ツギオミカドヤモリ。最大全長43cm。
- 世界一重いヘビ → ビルマニシキヘビ、体重182.8kg[12]。

- 世界一長いヘビ → アミメニシキヘビ、最大全長990cm。

- 世界一長い毒ヘビ → キングコブラ、全長585cm。
- 世界一大きいカメ → オサガメ、最大甲長256cm。
- 世界一大きいリクガメ→セーシェルセマルゾウガメ（英語版）、最大甲長138cm。

身体能力　
- 世界一走るのが早いワニ→ジョストンワニ、イリエワニ、最高時速18km。

- 世界一走るのが早いトカゲ→　コモドオオトカゲ、最高時速20km。

- 世界一水上を走るのが早いトカゲ→グリーンバジリスク、最高秒速1m。

- 世界一走るのが早いカメ→オオアタマガメ、最高分速8m。
- 世界一走るのが早いヘビ→ブラックマンバ、最高時速20km。

生息地
- 世界一標高の高いところに住む爬虫類→オンセンヘビ。

生態全般
- 世界一寿命の長い爬虫類→ムカシトカゲ、最大200年。
- 世界一寿命の短い爬虫類→ラボードカメレオン、最大5ヶ月。

- 世界一強い毒を持つヘビ→ナイリクタイパン
- 世界一強い毒を持つウミヘビ→デュボアトゲオウミヘビ

### 両生類
体格・大きさ
- 世界一大きい両生類 → チュウゴクオオサンショウウオ。平均全長115cm、平均体重25– 30kg。最大全長2m。
- 世界一大きいカエル（無尾目） → ゴライアスガエル、最大体長36.8cm。
- 世界一大きいイモリ→イベリアトゲイモリ、最大全長31cm。

生態全般
- 世界一強い毒を持つ両生類→モウドクフキヤガエル。

### 魚類
体格・大きさ
- 世界一大きい魚 → ジンベエザメ
  - 世界一大きい淡水魚 → シナヘラチョウザメ、オオチョウザメ
- 世界一小さい魚 → パエドキプリス・プロゲネティカ。(こちらを参照)
- 世界一大きい硬骨魚類 → マンボウ、ウシマンボウ
- 世界一長い体を持つ硬骨魚類 → リュウグウノツカイ、体長10m。
- 世界一大きいウナギ目の魚→ヨーロッパアナゴ
- 世界一大きいスズキ目の魚→メカジキ

身体能力
- 世界一泳ぐのが速い魚 → バショウカジキ、105km/時。
- 世界一動きが遅い魚 → タツノオトシゴ[要追加記述]

生息地
- 世界一深い海に棲む魚 → ヨミノアシロ、シンカイクサウオ深度水深8,370m付近で発見。

### 生態全般
- 世界一長生きな魚→ニシオンデンザメ

### 節足動物
- 世界一大きい（嵩だかい）節足動物 → タカアシガニ

#### 昆虫類
- 世界一重い飛翔性昆虫 → ゴライアスオオツノハナムグリ
- 世界一長い昆虫 → オオトビナナフシ
- 世界一重い飛べない昆虫 → サカダチコノハナナフシ
- 世界一長生きする昆虫→ ナスティテルメス・シロアリ。最大で100年以上。
- 世界一小さい昆虫の成虫、世界一小さいハチ → エクメプテリギスホソハネコバチの雄。平均体長は186µmで、最小個体は139µm[13]。
- 世界一小さい甲虫 → ケシツブムクゲキノコムシ（ドイツ語版）（学名：Acrotrichis sericans）、体長0.5mm。
- 世界一幼虫期間の長い昆虫 → ジュウシチネンゼミ。土の中で16年間過ごす。
- 世界一大きい水生昆虫、半翅目 → ナンベイオオタガメ（学名：Lethocerus grandis）
- 世界一大きいカブトムシ → ヘラクレスオオカブト、最大全長17.5cm。
- 世界一重いカブトムシ → エレファスゾウカブト、アクティオンゾウカブト。オスだけでなくメス、幼虫も大きい。
- 世界一長いクワガタムシ → ギラファノコギリクワガタ、マンディブラリスフタマタクワガタ
- 世界一大きいクワガタムシ → オオヒラタクワガタ、アルケスツヤクワガタ
- 世界一小さいクワガタムシ → マダラクワガタ
- 世界一大きいカミキリムシ → タイタンオオウスバカミキリ
- 世界一大きいホタル→ サンヨウマドボタル
- 世界一大きいチョウ → ゴライアストリバネアゲハ、アレクサンドラトリバネアゲハ
- 世界一小さいチョウ → コビトシジミ（別名：エキリスチビシジミ、英語名：Western pygmy blue）、開長約10mm。
- 世界一大きいガ→ヘラクレスサン、ナンベイオオヤガ
- 世界一口器が長いガ → キサントパンスズメ
- 世界一大きい双翅目 → オオムシヒキモドキ（英語版）
- 世界一大きいハチ → オオスズメバチ、オオベッコウバチ、ウォレスズ・ジャイアント・ビー
- 世界一大きいアリ → ディノハリアリ(dinoponera gigantea)、ギガスオオアリ(dinomyrmex gigas,carpenter dinomyrmex)、体長5cm。
- 世界一深い巣を作るアリ → クロナガアリ
- 世界一大きいセミ → テイオウゼミ
- 世界一小さいセミ → イワサキクサゼミ
- 世界一大きいバッタ → オオサマボウバッタ（オランダ語版）（学名：Proscopia gigantea）、シタベニオオバッタ（英語版）（学名：Tropidacris cristata）
- 世界一大きいキリギリス → ニューギニアオオコノハギス（英語版）、体長15cm。
- 世界一大きいコロギス→ジャイアントウェタ
- 世界一大きいコオロギ → マダガスカルオオコオロギ（英語版）（学名：Brachytrupes grandidieri）、体長8cm。
- 世界一大きいカマキリ→オオカレエダカマキリ
- 世界一大きいナナフシ→チャンズ・メガスティック
- 世界一重いナナフシ→サカダチコノハナナフシ
- 世界一大きいトンボ → テイオウムカシヤンマ、翼長17cm、体長17cm。
  - 世界一大きいイトトンボ → ハビロイトトンボ、体長18cm。
- 世界一小さいトンボ → ハッチョウトンボ、体長2cm。
- 世界一大きいヘビトンボ→ アカントコリダリス・フルストルフェリ、翼長21cm。
- 世界一大きいゴキブリ → オオメンガタブラベルスゴキブリ、ナンベイオオチャバネゴキブリ、ヨロイモグラゴキブリ
- 世界一大きいハエ→ オオムシヒキモドキ
- 世界一大きいガガンボ→ ミカドガガンボ（オランダ語版）

#### 鋏角類
- 世界一大きい鋏角類 → カブトガニ
- 世界一大きいクモ → ゴライアスバードイーター （タランチュラの一種）。
  - 世界一大きい造網性のクモ → オオジョロウグモ（英語版）、体長6cm、全長18cm。
- 世界一大きいサソリ → ダイオウサソリ、全長20cm。
- 世界一大きいウミグモ→ オオベニウミグモ、体長9cm、歩脚長 35cm。

#### 多足類
- 世界一長いムカデ → ペルビアンジャイアントオオムカデ。体長40cm以上になる。
- 世界一脚の数が多い節足動物 → Eumillipes persephone（英語版）、1306本。
- 世界一大きいヤスデ → アフリカオオヤスデ、最大全長30cm。

#### 甲殻類
- 世界一大きい（嵩だかい）甲殻類 → タカアシガニ(こちらを参照)
  - 世界一大きい陸生甲殻類 → ヤシガニ
  - 世界一大きい淡水生甲殻類、ザリガニ → タスマニアオオザリガニ
- 世界一大きいエビ → アメリカンロブスター（英語版）。世界一寿命の長い節足動物で、100年以上生きる。
- 世界一重いカニ → タスマニアオオガニ
- 世界一大きいヤドカリの仲間 → タラバガニ
- 世界一大きいワラジムシの仲間 → ダイオウグソクムシ、体長50cm。

### 軟体動物
- 世界一大きいタコ → ミズダコ
- 世界一大きいイカ→ダイオウイカ
- 世界一大きい二枚貝 → オオシャコガイ
- 世界一長生きした二枚貝 → アイスランドガイの明（ミン）
- 世界一大きい巻き貝 → アラフラオオニシ（英語版）
- 世界一大きい陸貝 → アフリカマイマイ

### 環形動物
- 世界一長いミミズ → ミクロカエトゥス・ラピ （学名：Microchaetus rappi）、最大全長6.7m。

### 棘皮動物
- 世界一大きい棘皮動物 →  オオイカリナマコ

### 刺胞動物
- 世界一大きい刺胞動物 → マヨイアイオイクラゲ、体長40m程度。
- 世界一大きいクラゲ→キタユウレイクラゲ、かさの直径2.5m、触手の長さ36.5m。
- 世界一大きい珊瑚礁 → グレートバリアリーフ、長さ2000キロメートル。

## 植物

### 種子植物
総合
- 世界一体積が大きくなる木、世界一体積・重量が大きくなる生物　→　セコイアデンドロン、樹高80m以上。一個体「シャーマン将軍の木」については後述。
- 世界一長く生きる植物（樹齢世界一の木）　→　オウシュウトウヒ（ノルウェー・スプルース）。一個体 Old Tjikko （後述）が約9,550歳。地球上で最も長く生きている生物と言われることもある[14]。
- 世界一大きい花を付ける植物 → ラフレシア、スマトラオオコンニャク、コウリバヤシ、花の構造が異なる3種が、それぞれに注目点の異なる「世界最大」として存在する。
- 世界一長い花を付ける植物 → パフィオペディルム・サンデリアヌム、長さ180cmに達した個体もある[15][16][17]
- 世界一小さい花、世界一小さい種子植物（種子植物＝被子植物＋裸子植物）　→　ミジンコウキクサ
- 世界一大きい種子をもつ植物　→　オオミヤシ（英語版）、1個の種子の重さは20kgで、成長に10年かかる。
- 世界一成長の速い植物　→　竹、1日で約120cm伸びる。
- 世界一危険な植物　→　ローレルジンチョウゲ、強力な殺生物剤を含有する。
  - 世界一危険な樹　→　マンチニール

種別
- 世界一大きい竹　→　ゾウタケ（英語版）（学名：Dendrocalamus giganteus）で、最大30m。
- 世界一高いヤシ　→　ケロクシロン・クインディウエンセ（英語版）、樹高50- 60m。
- 世界一重いダイコン　→　桜島大根
- 世界一長いダイコン　→　守口大根
- 世界一大きいミカン　→　晩白柚
- 世界一小さいミカン　→　桜島小みかん
- 世界一スコヴィル値の高いトウガラシ（世界一辛いトウガラシ）　→　キャロライナ・リーパー（キャロライナの死神）[18]、2012年にギネス公認。品種開発競争によって今後、「世界一」が更新される可能性はある。また、スコヴィル値はトウガラシに限定された判定基準であり、他との比較は不可能。

個体記録
- 現存する木として世界一高い木（一個体）　→　ハイペリオン、アメリカはカリフォルニア州のレッドウッド海岸にあるもので、樹高115.55m。
- 記録に残るものとして世界一高かった木　→　ストリンギーガム（英語版）（学名：Eucalyptus regnans、英語名：Stringy Gum、Mountain Ash、等々）の一個体。オーストラリアはビクトリア州のワッツ川 (Watts River) 付近にあった一個体が、樹高132.58m[19]あった。[20][21]なお、Mountain Ash （マウンテンアッシュ）は種の英語名の一つであって、個体名のように語られるのは誤りである。個体名は不明もしくは存在しない。また、ナナカマド属 （Sorbus）セイヨウナナカマドも英語では Mountain Ash と同名で呼ぶので注意が必要。
- 世界一大きい木（一個体） 　→　シャーマン将軍の木、体積約1,486m3、直径11.1m、周囲31.3m、樹高約84m。
- 世界一太い木（一個体） 　→　トゥーレの木（一個体） -　メキシコはオアハカ州、サンタ・マリア・デル・トゥーレ（英語版）に所在するメキシコラクウショウ（英語版）の一個体。2005年時点での計測によると周囲36.2m、直径11.6m、樹高約35m。
- 現在、世界で最も長く生きている植物（樹齢世界一の木。一個体）　→　Old Tjikko （日本語名未確認） スウェーデンに所在するオウシュウトウヒで推定樹齢およそ9,550歳。

## 真菌
- 世界一大きく生長するキノコ。世界一菌糸の長いキノコ（一部真菌学者の主張）　→　オニナラタケ（英語版）（学名：Armillaria ostoyae ［アルミラリア・オストヤエ］）。ナラタケ属の一種。アメリカオレゴン州のマルール国有林で発見された同一遺伝子由来のコロニー（個体群）は、菌糸が覆う地表面積約8.903km2[22]であった。[23][24]重さは推定600トン。菌類も含めた全生物の中で最大、最重量である。
- 最も高い温度で生育が可能な真核生物　→　Thermomyces lanuginosus （60℃）。

## 原生生物

### 藻類
- 最も低いpHで生育が可能な真核生物 →　イデユコゴメ (pH0.24)。

### 原生動物
- 最もゲノムサイズが大きな生物 　→　Polychaos dubium (670 Gbp)。

## その他

### 原核生物

#### 真正細菌（バクテリア）
- 最もゲノムサイズが小さな生物 (112 kbp)　→ "Candidatus Nasuia deltocephalinicola" （ただし、偏性細胞内共生体）
- 最も高い温度で生育が可能な真正細菌　→　Aquifex pyrophilus （95℃）。
- 最も強い放射線に耐える生物 →　Rubrobacter radiotolerans （16,000 Gyで37%生残）
- 最も高いpHで生育が可能な生物　→　Alkaliphilus transvaalensis、(pH12.5)。
- 最も強い毒を産生する生物　→　Clostridium botulinum

#### 古細菌（アーキア）
- 最もゲノムサイズが小さな古細菌 　→　"Nanoarchaeum equitans" (491 kbp)※ただしI. hospitalisの共生体。
- 最もゲノムサイズが小さな自由生活性生物　→　Methanothermus fervidus （1.2 Mbp）。
- 最も高い温度で生育が可能な生物　→　Methanopyrus kandleri 116株 （122°C）[25]。
- 最も高い温度で生育が可能な偏性好気性生物　→　Aeropyrum pernix （100℃）。
- 最も低い温度で生育が可能な古細菌　→　Methanogenium frigidum （0℃）。
- 最も低いpHで生育が可能な生物 　→　Picrophilus oshimae (pH -0.06)。
- 最も高いpHで生育が可能な古細菌　→　Natronobacterium gregoryi  (pH12)。
- 最も高い圧力で生育が可能な古細菌　→　Pyrococcus yayanosii（約1,200気圧）。
- 最も高いNaCl濃度で生育が可能な生物　→　Halobacterium salinarum （飽和NaCl溶液）。

### ウイルス・ウイロイド
- 世界一長いウイルス　→　カンキツトリステザウイルス (Citrus Tristeza Virus; CTV)、直径11 nm、長さ2,000nm。
- 最も大きなウイルス（直径400 nm、ゲノムサイズ1,200 kbp）　→　ミミウイルス
- 最も小さな遺伝情報を持つウイロイド　→　イネ黄斑ウイルスに関連する無名のウイロイド (220 b)。